# Chiesa di San Lorenzo (Bellano)
La chiesa di San Lorenzo è la chiesa parrocchiale di Vendrogno, capoluogo della Val Muggiasca, e frazione di Bellano nella provincia di Lecco.  Collocata nelle vicinanze della frazione di Inesio più che a Vendrogno, la chiesa si trova in prossimità della strada carrabile, di fronte al cimitero. Viene edificata nel XIII secolo e dedicata a San Lorenzo, martirizzato nel 258. La parrocchia è formata da sei frazioni, a cui si aggiungono il Santuario della Madonnina e la Chiesa di San Grato.
La parrocchia è parte della comunità di Bellano del decanato Alto Lario dell'arcidiocesi di Milano.

## Storia

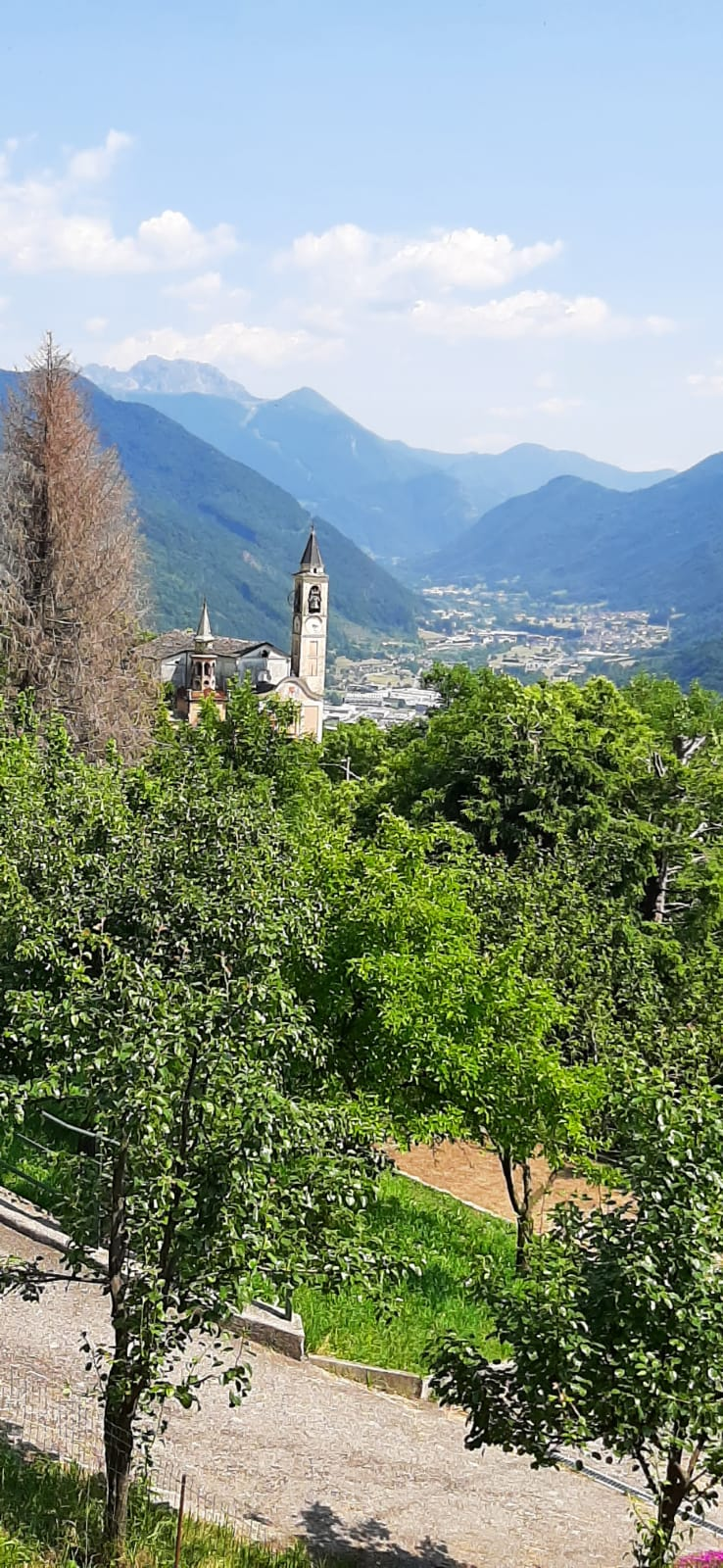
Vista della Chiesa di San Lorenzo a Vendrogno dalla strada per Camaggiore

La tradizione popolare riferisce che il tempo di costruzione della Chiesa di San Lorenzo è stato di sedici anni, anche se non si hanno notizie certe che confermino questo dato. In ogni caso, la prima testimonianza scritta del complesso risale al XIII secolo all’interno di Liber Notitiae Sanctorum Mediolani, testo che lo colloca geograficamente più vicino alla frazione di Inesio più che al centro di Vendrogno. Questa scelta si riferisce a motivazioni militari: il campanile dell’edificio è ben visibile sia dalla Valsassina, la valle adiacente a Vendrogno, sia dalla strada che parte da Bellano, comune sulle sponde del Lago di Como; dalla frazione bellanese, difatti, è possibile scorgere interamente il borgo sottostante. 

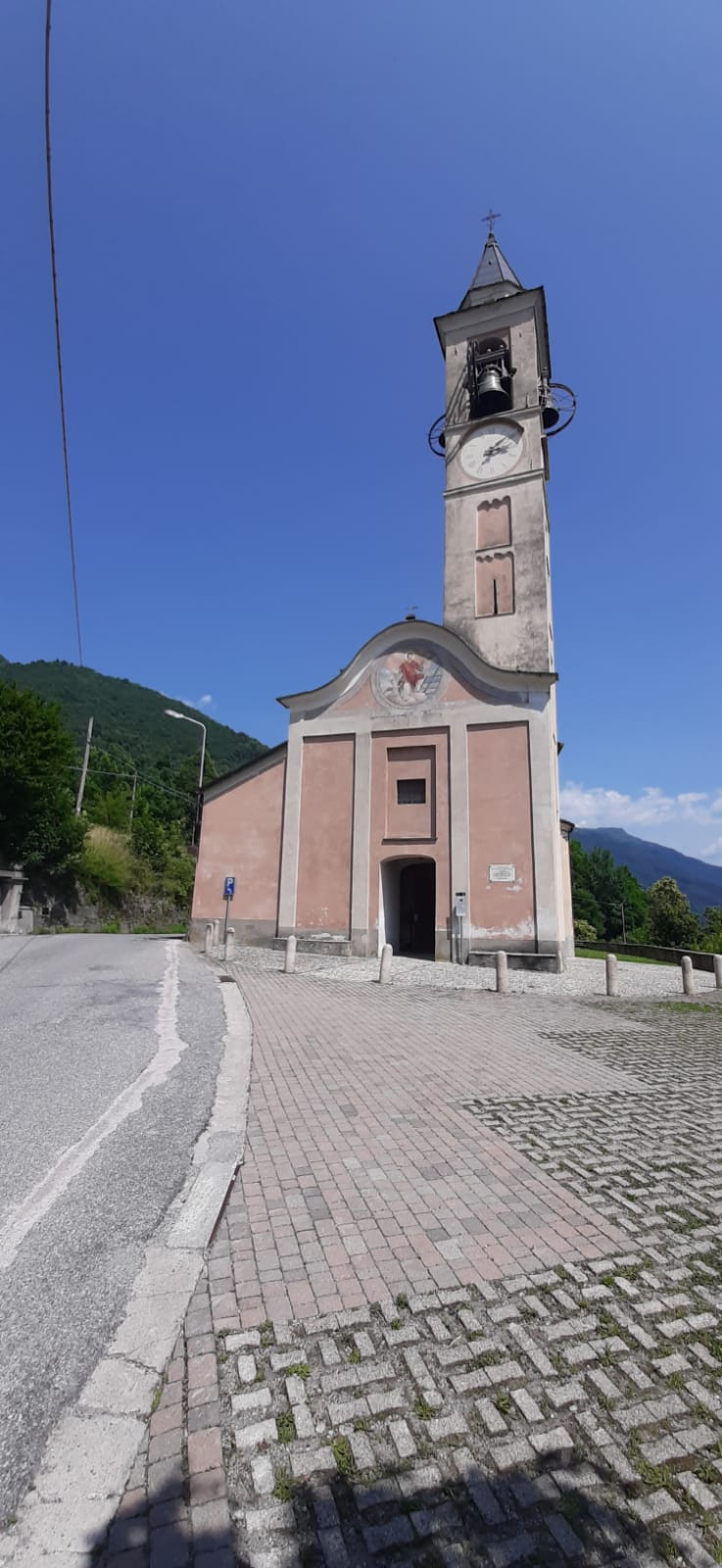
Fronte del complesso della Chiesa di San Lorenzo

Sono poche le testimonianze storiche che riguardano la chiesa; una delle più significative interessa la sua indipendenza: la Chiesa di San Lorenzo, difatti, fino al 1368, dipende dalla parrocchia di Bellano. È solo grazie al versamento da parte della famiglia milanese dei Visconti che il complesso diventa parrocchia indipendente, caratteristica che lo contraddistingue ancora oggi. Un episodio storico che ha riguardato il territorio della Chiesa di San Lorenzo è stato lo scontro tra il Ducato di Milano e la Repubblica di Venezia del 1452. Nello specifico, i Veneziani, con l’intento di guadagnarsi un accesso diretto al Lago di Como dalla parte di Lecco, scelgono di procedere anche per la Valsassina; in particolare, i soldati raggiungono la Val Muggiasca, quindi la chiesa, il 22 gennaio del 1453. Lo scontro si è concluso solamente nell’aprile del 1454.

## Descrizione

### Esterno
La Chiesa di San Lorenzo a Vendrogno si presenta come un edificio in stile settecentesco, frutto del restauro effettuato dal 1746 al 1752; la parte della chiesa che più è fedele alle sue origini è l’antica facciata,che si trova più all’interno del complesso ed è raccordata da un piccolo portico. La pianta della chiesa è a croce latina con l’abside rivolto a oriente. Un ulteriore restauro è stato effettuato dal 1839al 1849 che ha riguardato, per quanto riguarda l’esterno, un discreto ampliamento. Al di sopra del portico che raccorda il campanile e la pseudo facciata si trova la sala della Confraternita del Santissimo Sacramento, dove l’ordine teneva i propri incontri, oggi sede della Confraternita dei Candelott con coro ligneo e soffitto a cassettoni. La parte più antica che si è conservata è il campanile in stile romanico, formato da cinque piani: al primo vi sono delle feritoie, al secondo delle monofore, al terzo e al quarto degli archi ciechi e al quinto, aggiunto solamente nel XVIII secolo, presenta un tamburo ottagonale. Per quanto concerne gli affreschi, sulla vecchia facciata vi sono conservati dei frammenti di affresco dedicati al Martirio di San Lorenzo di epoca viscontea e, sempre riguardanti la vita del santo, delle testimonianze di affresco si trovano nel corridoio che conduce all'organo in controfacciata con San Lorenzo, una figura femminile e Cristo. In una nicchia della parete esterna, invece, compaiono la Vergine, Il Bambino Gesù, Sant'Antonio, San Lorenzo e un donatore, seppur danneggiati.

### Interno
Internamente, la Chiesa di San Lorenzo presenta una serie di lesene che segnalano la presenza di due cappelle laterali dedicate, rispettivamente, a Sant'Antonio da Padova a sinistra e ai tre Arcangeli a destra. Il restauro degli anni 1839-1849, segnalato poc'anzi, ha riguardato altresì la costruzione del transetto con due grandi altari dedicati alla Madonna del Rosario e San Carlo, il presbiterio nuovo e un altare in stile neoclassico. All'interno della chiesa è conservato un esiguo patrimonio di oreficerie sacre, di seguito riportate: due croci astili rispettivamente del XVI e XVII con Cristo e altri personaggi sacri, un calice in lamina d'argento in parte dorata, un ostensorio sempre in lamina d'argento parzialmente dorata con delle gemme incastonate, otto reliquiari, un turibolo e una navicella risalenti al XVIII secolo, quattro busti di vescovi (Sant'Ambrogio, Sant'Agostino, San Carlo e San Venerio) e un'incorniciatura traforata con intrecci vegetali a copertura del messale del XVIII secolo.

## Chiese sussidiarie
- Chiesa di Sant'Antonio
- Chiesa di San Bernardo
- Chiesa di San Giacomo
- Chiesa di San Girolamo al Monte
- Chiesa di San Grato ai Monti
- Chiesa di San Gregorio Magno a Noceno, che si separò come parrocchia indipendente dal 1710 al 1986
- Chiesa di Santa Maria Assunta
- Chiesa di Santa Maria Maddalena
- Chiesa di San Rocco
- Chiesa di San Sebastiano
- Santuario della Madonna di Loreto